# Hierogamia
Hierogamia è un affresco rinvenuto nella casa del Poeta Tragico a Pompei e custodito all'interno del Museo archeologico nazionale di Napoli.

## Storia
L'affresco venne realizzato in un periodo compreso tra il 45 e l'eruzione del Vesuvio del 79, nella zona orientale della parete sud dell'atrio della casa del Poeta Tragico, stessa parete in cui erano gli affreschi Partenza di Criseide e Achille e Briseide. Fu rinvenuto tra il 1824 e il 1825 e successivamente staccato per ricavarne un quadretto.

## Descrizione
La pittura raffigura il matrimonio tra Zeus ed Era. Zeus è affrescato sulla parte destra del dipinto, seduto su un trono, con il velo sul capo e il mantello che gli ricopre solo parzialmente il corpo: nella mano sinistra regge un bastone e porge al destra a Era, posta alla sinistra della scena, la quale ricambia con la sua mano destra; la dea è vestita con una tunica bianca e sul capo reca una corona con un velo.
Alle spalle di Era è un personaggio alato, identificato come Ipno o Iride, mentre ai piedi del trono di Zeus sono tre figure, forse i Cureti, coperti da un velo trasparente. Sullo sfondo, al centro della scena, è posizionata una singola colonna gialla, sulla cui sommità sono posizionati tre leoni acroteriali e da cui pendono, legati tramite un nastro bianco, due cimbali, probabilmente un riferimento al monte Ida, luogo dove si svolge la scena, trattandosi della montagna sacra a Cibele, a cui i simboli sono dedicati.